# Zubogy
Zubogy là một thị trấn thuộc hạt Borsod-Abaúj-Zemplén, Hungary. Thị trấn này có diện tích 11,43 km², dân số năm 2010 là 594 người, mật độ 52 người/km².